# 55 Cancri e
Janssen
55 Cancri e, formellement 55 Cancri Ae, également appelée Rho1 Cancri (A)e, HD 75732 (A)e ou encore Janssen depuis décembre 2015, est une planète extrasolaire (exoplanète) en orbite autour de l'étoile 55 Cancri A, une naine jaune située à une distance d'environ 40 années-lumière du Soleil, dans la constellation zodiacale du Cancer.
Cette super-Terre est la planète la plus proche de son étoile connue à ce jour, 60 fois plus proche de son étoile que la Terre du Soleil. Il lui faut moins d'une journée (18 heures) pour accomplir une révolution complète.
55 Cancri e est découverte en 2004 et son transit est observé en 2011. C'est la première exoplanète dont le transit a été observé depuis la Terre. C'est aussi la première exoplanète de type tellurique dont on a détecté une atmosphère, en 2024.

## Désignation
55 Cancri e est sélectionnée en 2014 par l'Union astronomique internationale (IAU) pour la procédure NameExoWorlds, une consultation publique préalable à la désignation définitive de 305 exoplanètes découvertes avant le 31 décembre 2008 et réparties entre 260 systèmes planétaires hébergeant d'une à cinq planètes. La procédure, qui débute en juillet 2014, s'achève en août 2015 par l'annonce des résultats, lors d'une cérémonie publique dans le cadre de la XIXe Assemblée générale de l'IAU, tenue à Honolulu (Hawaï, États-Unis).

## Observations

### Découverte
Comme bon nombre des exoplanètes connues, 55 Cancri e a été découverte en détectant les variations de vitesse radiale de son étoile. Lorsqu'elle fut découverte, trois autres planètes avaient déjà été détectées. En tenant compte de ces planètes, un signal d'environ 2,8 jours persistait, ce qui pourrait être la cause de l'existence d'une planète de moins de 14,2 masses terrestres sur une orbite très proche. Les mêmes mesures furent effectuées pour confirmer l'existence de la planète 55 Cancri c, alors encore hypothétique.
55 Cancri e fut une des premières exoplanètes munies d'une masse comparable à celle de Neptune à être découverte. Elle fut annoncée en même temps qu'une autre « Neptune chaude » gravitant autour de la naine rouge Gliese 436, appelée Gliese 436 b. Depuis, sa masse et sa période de révolution ont été revues à la baisse.

### Contestation puis confirmation
En 2005, l'existence de cette planète fut remise en cause par Jack Wisdom à la suite d'une ré-analyse des données. Selon lui, à la place d'une planète ayant une période de révolution de 2,8 jours, il y avait une planète similaire accomplissant une révolution en 261 jours. En 2007, Debra Fischer et ses collègues de l'Université d'État de San Francisco publièrent une nouvelle analyse indiquant l'existence des deux planètes, la seconde étant dès lors appelée 55 Cancri f.

### Transit
Le transit de 55 Cancri e est observé en 2011. C'est la première exoplanète dont le transit a été observé depuis la Terre,.

### Température
55 Cancri e est recouverte de lave en fusion et sa température s'élève à 2 500 °C par endroits. Cette planète est en moyenne environ 60 fois plus proche de son étoile que la Terre du Soleil.
En 2016, Brice-Olivier Demory et ses collaborateurs publient une carte thermique de la planète,. C'est la première carte thermique d'une super-Terre.

### Atmosphère
Les premiers signes de la présence d'une atmosphère apparaissent sur la carte thermique établie en 2016 : le point de la surface où la température est la plus élevée est nettement décalé par rapport au point substellaire, ce qu'on ne sait expliquer que par la présence d'une circulation atmosphérique.
La présence d'une atmosphère est confirmée en 2024 par la comparaison de la lumière reçue de l'étoile quand la planète est devant elle avec celle reçue quand la planète est cachée : des raies d'absorption de CO et de CO2 sont détectées dans le premier cas. De plus, la température de la face éclairée de la planète (dont la rotation est synchrone de la révolution) est d'environ 1 500 °C, soit 300 °C de moins qu'attendu, ce qu'on ne sait expliquer que par la présence d'une circulation atmosphérique transférant une partie de la chaleur reçue par la face éclairée vers la face sombre.

## Caractéristiques

### Orbite et masse
Les premières mesures de vitesse radiale de 55 Cancri donnaient une masse de 14,31 MT et une période de 2,8 jours. Des mesures de plus en plus précises ont permis de revoir cette valeur à la baisse, à 10,8 MT seulement.
En mars 2010, Dawson et son équipe découvrent que la période orbitale de 2,8 jours de 55 Cancri e n'était qu'un artefact dû à l’impossibilité d'observer l'étoile de jour et lorsqu'elle se trouve derrière l'horizon. Les nouvelles valeurs de la période (17 heures et 46 minutes) et de la masse (8,57 MT) de 55 Cancri e proposées par Dawson furent confirmées lors de la détection du transit de la planète devant son étoile, en avril 2011.

### Caractéristiques

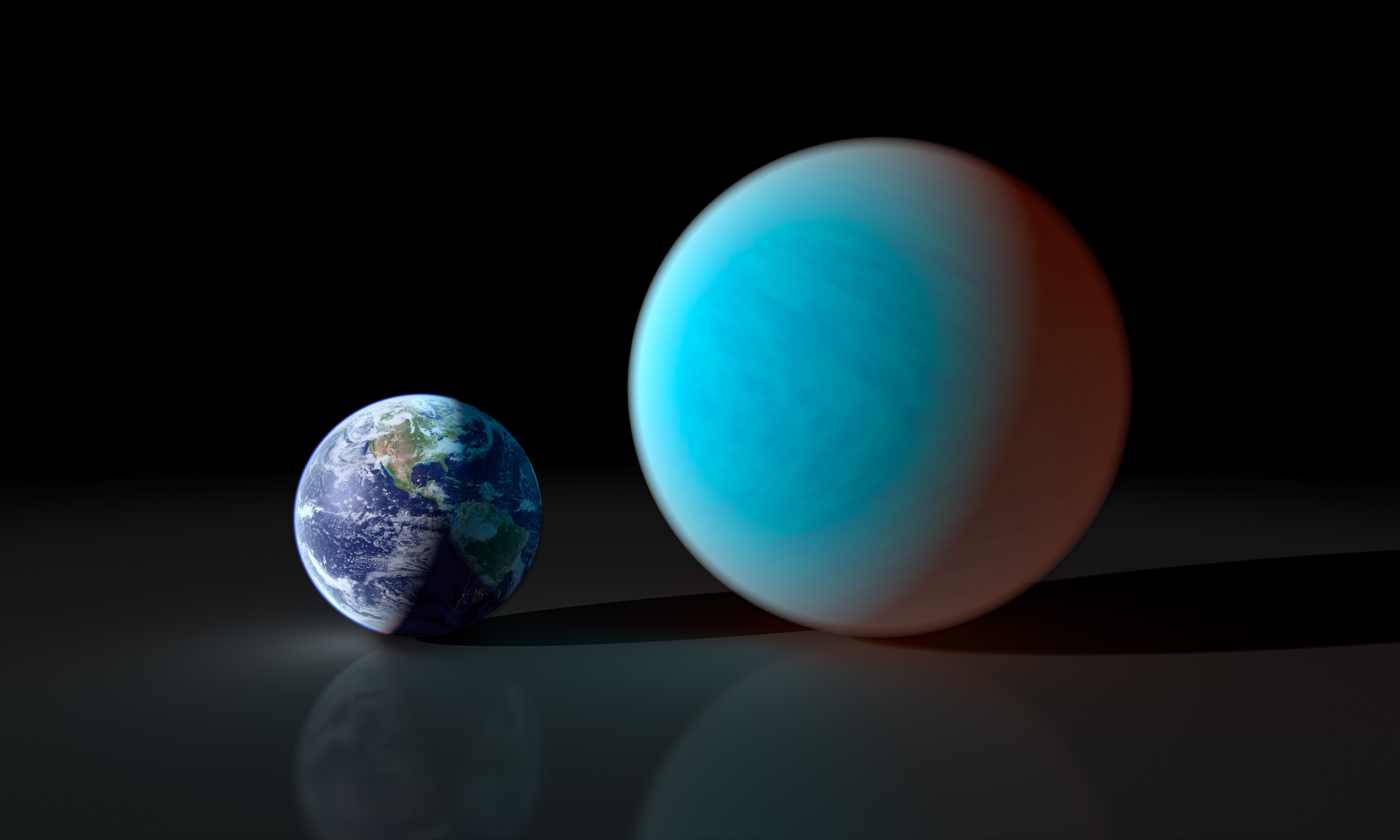
Comparaison de la taille de 55 Cancri e avec celle de la Terre - Crédit : Spitzer/NASA.

Les nouvelles mesures de la masse et désormais du rayon de 55 Cancri e permettent de calculer une masse volumique de 10,9 g·cm-3, proche de celle du plomb. Il est néanmoins probable que cette planète ne soit pas formée de plomb mais possède un noyau constitué d'un mélange de fer et de nickel compacté par la gravité. 55 Cancri e rejoint donc le groupe des super-Terres fortement irradiées, dépourvues d'atmosphère et constituées essentiellement de roches et de métaux, auquel appartiennent déjà les planètes CoRoT-7 b et Kepler-10 b. La gravité de surface serait trois fois plus intense sur 55 Cancri e que sur Terre.
Le transit a également été observé dans le cadre de la mission chaude de Spitzer qui a trouvé un rayon de 2,3 RT. Il est possible donc que 55 Cancri e puisse avoir une exosphère de dioxyde de carbone (CO2) et de monoxyde de carbone (CO) qui bloque les rayons infrarouges observés par Spitzer. Il est possible également que l'une des mesures soit faussée. Si on ne prend en compte que la mesure de Spitzer, la planète pourrait être constituée à 20 % d'eau à l'état supercritique.
D'après une étude franco-américaine, la planète serait constituée de graphite en surface et, pour au moins un tiers de sa masse, de diamant à l'intérieur,.
Le transit de 55 Cancri e a été détecté avec le très modeste télescope spatial canadien MOST, car son étoile est très brillante vue de la Terre. Désormais, des instruments bien plus performants peuvent étudier en détail cette planète.